# Le Mal d'être jeune
Le Mal d'être jeune (Because They're Young) est un film américain réalisé par Paul Wendkos sorti en 1960.

## Fiche technique
- Titre français : Le Mal d'être jeune[1]
- Titre original : Because They're Young
- Réalisation : Paul Wendkos
- Scénario John Farris, James Gunn
- Musique : John Williams
- Directeur de la photographie : Wilfred M. Cline
- Production : Jerry Bresler
- Langue : anglais américain
- Pays de production :  États-Unis
- Genre : Drame
- Durée : 102 minutes
- Film en noir et blanc
- Date de sortie : États-Unis avril 1960

## Distribution
- Dick Clark : Neil Hendry
- Victoria Shaw : Joanne Dietrich
- Michael Callan : Griff Rimer
- Tuesday Weld : Anne Gregor
- Warren Berlinger : Buddy McCalla
- Roberta Shore (en) : Richelle 'Ricky' Summers
- Doug McClure : Jim Trent
- Linda Watkins : Frances McCalla
- Chris Robinson (en) : Patcher
- Rudy Bond : Chris
- Wendell Holmes : Principal Donlan
- Philip Coolidge : M. Rimer
- Bart Patton (en) : Michael Kramer
- Stephen Talbot (en) : Eric Hendry
- Duane Eddy : Cameo
- James Darren : Cameo
- Marlyn Mason